# Панченко Олександр Г.
Олекс́андр Г. П́анченко (8 квітня 1961, Київ) — український шахіст, міжнародний майстер (1992). Срібний призер чемпіонату України 1990 року.

## Біографія
Закінчив шахову спеціалізацію Львівського інституту фізкультури (випуск 1983 року).
Багаторазовий учасник чемпіонатів України, найкращий результат — 2-ге місце у 1990 році.
Брав участь в останньому чемпіонаті СРСР у 1991 році, де поділив 39–49-те місця.
Також виступав у чемпіонатах України серед молодих майстрів у 1984 та 1985 роках.
Учасник чемпіонатів Києва, де найкращим результатом стало потрапляння до групи лідерів — поділ 1–4 місць у 1987 році.

## Турнірні результати

### Чемпіонати України
Олександр Панченко зіграв у чотирьох фінальних турнірах чемпіонатів України, набравши загалом 19½ з 33 можливих очок (без врахування результатів 1980 року)
| Рік  | Місто           | Турнір                            | + | − | = | Результат | Місце  |
| ---- | --------------- | --------------------------------- | - | - | - | --------- | ------ |
| 1978 | Миколаїв        | Півфінал 47-го чемпіонату України |   |   |   | 5 з 9     | 18—32  |
| 1979 | Дніпропетровськ | 48-й чемпіонат України            | 5 | 3 | 1 | 5½ з 9    | 9      |
| 1980 | Харків          | 49-й чемпіонат України            |   |   |   | ? з 13    | ?      |
| 1984 | Ужгород         | Півфінал 53-го чемпіонату України | 6 | 3 | 2 | 7 з 11    | 6—9    |
| 1985 | Ужгород         | 54-й чемпіонат України            | 4 | 2 | 7 | 7½ з 14   | 8      |
| 1990 | Сімферополь     | 59-й чемпіонат України            | 5 | 2 | 3 | 6½ з 10   | Silver |

### Інші турніри
| Рік  | Місто    | Турнір                                   | + | − | = | Результат | Місце |
| ---- | -------- | ---------------------------------------- | - | - | - | --------- | ----- |
| 1978 | Чернівці | Чемпіонат України серед школярів         | 6 | 3 | 4 | 8 з 13    | 5     |
| 1984 | Харків   | Чемпіонат України серед молодих майстрів | 3 | 4 | 6 | 6 з 13    | 9     |
| 1985 |          | Чемпіонат України серед молодих майстрів | 4 | 3 | 6 | 7 з 13    | 6—7   |
| 1986 | Київ     | Чемпіонат Києва                          | 4 | 3 | 5 | 6½ з 12   | 5     |
| 1987 | Київ     | Чемпіонат Києва                          |   |   |   | 8½ з 13   | —4    |
| 1991 | Москва   | 58-й чемпіонат СРСР                      | 2 | 3 | 6 | 5 з 11    | 10—14 |
| 1991 | Пула     | Міжнародний турнір                       | 4 | 0 | 5 | 6½ з 9    | —3    |
| 1992 | Канни    | Міжнародний турнір                       | 4 | 0 | 5 | 6½ з 9    | —6    |
| 1999 | Київ     | Чемпіонат Києва                          | 4 | 2 | 5 | 6½ з 11   | 9—14  |
| 2001 | Київ     | Кубок незалежності                       | 4 | 3 | 4 | 6 з 11    | 17—24 |
| 2003 | Київ     | Чемпіонат Києва                          | 5 | 2 | 4 | 5½ з 11   | 23—30 |
|      | Київ     | Кубок незалежності                       | 4 | 2 | 6 | 7 з 11    | 12—21 |